# Paraíso del Grijalva
Paraíso del Grijalva es una localidad del estado mexicano de Chiapas. Es parte del municipio de Venustiano Carranza.

## Demografía
| Gráfica de evolución demográfica |
|                                  |

| Censo | Población |
| ----- | --------- |
| 1980  | 1 042     |
| 1990  | 1 179     |
| 2000  | 1 435     |
| 2010  | 1 930     |
| 2020  | 2 163     |